# Victoria Mitchell

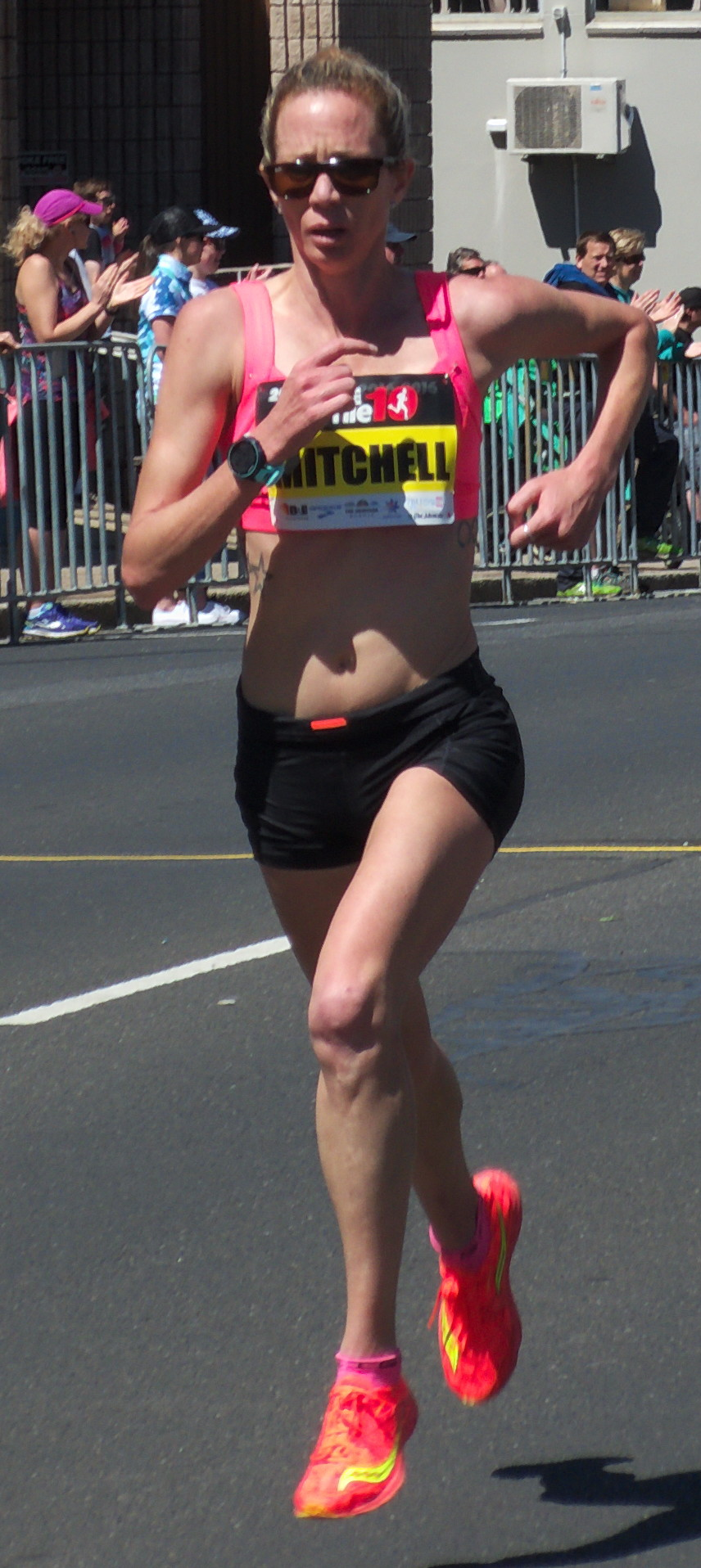
Victoria Mitchell

Victoria Mitchell (* 25. April 1982 in Albury) ist eine australische Hindernis- und Langstreckenläuferin.

## Leben
Im 3000-Meter-Hindernislauf wurde sie 2003 nationale Meisterin, gewann 2005 bei der Universiade Silber und wurde Vierte bei den Commonwealth Games 2006 in Melbourne.
2007 gewann sie den Great Ireland Run, schied aber beim Hindernislauf den Leichtathletik-Weltmeisterschaften in Ōsaka im Vorlauf aus.
Auch beim Hindernislauf der Olympischen Spiele 2008 in Peking kam sie nicht über die Vorrunde hinaus.
Victoria Mitchell ist 1,64 m groß und wiegt 48 kg. 2005 graduierte sie an der Butler University. Sie lebt in Melbourne, wird von Nic Bideau trainiert und startet für den Eureka AC. Mit ihrem pinkgefärbten Haar ist sie ein Blickfang bei internationalen Sportereignissen.

## Persönliche Bestzeiten
- 1500 m: 4:18,01 min, 6. Januar 2006, Hobart
- 1 Meile: 4:38,05 min, 18. Februar 2006, Melbourne
- 3000 m: 8:58,42 min, 9. März 2006, Melbourne
- 5000 m: 15:36,15 min, 19. Januar 2006, Sydney
- 3000 m Hindernis: 9:30,84 min, 3. Juli 2006, Athen